# Reiner Pankert
Reiner Pankert (* 23. Januar 1923 in Eupen; † 22. April 1988 ebenda) war ein belgischer Kaufmann und Bürgermeister der Stadt Eupen.

## Leben und Wirken
Reiner Pankert gehörte einer seit vielen Generationen in Eupen ansässigen Familie an und stieg nach entsprechender Ausbildung zum Kaufmann in den bestehenden Familienbetrieb in Eupen ein. Darüber hinaus engagierte er sich schon früh in der Lokalpolitik und trat der Christlich Sozialen Partei (CSP) bei, die in jenen Jahren die dominierende Partei Eupens darstellte.
Als nach dem Tod des langjährigen Bürgermeisters Hugo Zimmermann im April 1964 ein neuer Bürgermeister gewählt werden musste, wurde seitens der CSP zunächst der Erste Schöffe Hubert Mießen als „Diensttuender Bürgermeister“ eingesetzt und für die nächste Stadtratswahl im Oktober 1964 als Kandidat aufgestellt. Mit Mießen errang die CSP bei der Wahl zwar einen überzeugenden Sieg, doch auf Grund der damals noch erforderlichen offiziellen Bestätigung durch den belgischen Innenminister wurde die Kandidatur Mießens wegen Bedenken in Bezug auf seine Vergangenheit als Rechtsanwalt während der deutschen Besatzungszeit und seiner früheren Mitgliedschaft im NS-Rechtswahrerbund zunächst hinausgezögert und schließlich verweigert. Daraufhin wurde der CSP angeraten einen anderen Kandidaten aufzustellen, woraufhin diese in einer gemeinsamen Sitzung des Parteivorstands und der Fraktion im Herbst 1965 Kurt Ortmann mit neun und Reiner Pankert mit fünf Stimmen vorschlugen, wobei sich jedoch sechs Stimmen aus dem Lager Mießen enthielten. Dies reichte nicht zur Kandidatur Ortmanns und führte zu einem Bruch innerhalb der CSP, infolgedessen die „rebellischen Stimmenthalter“, darunter der ursprüngliche Kandidat Mießen und auch der zweite Kandidat Pankert aus der Partei ausgeschlossen wurden. Diese schlossen sich in der neu gegründeten Partei „Stadtinteressen“ (SI) zusammen, die Pankert nun ihrerseits mit neuer Mehrheit zum Bürgermeister wählten. Nach der anschließenden Zustimmung aus Brüssel konnte Pankert schließlich am 7. Januar 1966 erstmals als Bürgermeister vereidigt werden.
Bei der folgenden offiziellen Kommunalwahl im Jahr 1970 trat Pankert für die SI erneut als Bürgermeisterkandidat an und erzielte mit seiner Partei eine deutliche Mehrheit. Er wurde infolgedessen für eine zweite Amtsperiode zum Bürgermeister gewählt, wobei eine Bestätigung Brüssels nach der zuvor verabschiedeten belgischen Staatsreform nun nicht mehr erforderlich war. Zugleich hatte Pankert bereits ein Jahr zuvor zusammen mit Wilhelm Pip die „Christlich Unabhängige Wählergemeinschaft“ (CUW) gegründet, die zu den belgischen Kammerwahlen antreten und ausschließlich die Interessen der deutschsprachigen Belgier vertreten sollte. Die CUW konnte jedoch bei den Wahlen keinen Mandatsplatz für Brüssel erringen und auch die CSP verlor hierbei Sitze. Pankert wollte die Schwäche dieser beiden Parteien dazu nutzen, sie als neue selbstständige „Christliche Partei Ostbelgiens“ zu fusionieren, doch die CSP lehnte diesen Vorschlag ab, woraufhin die CUW aufgelöst und an ihrer Stelle die „Partei Deutschsprachiger Belgier“ (PDB) ins Leben gerufen wurde.
Pankert bekleidete das Bürgermeisteramt bis zur nächsten Wahl im Jahr 1976 und zog ein Jahr später als Mitglied der PDB-Fraktion in den „Rat der deutschen Kulturgemeinschaft“ (RdK), später ab 1984  Rat der Deutschsprachigen Gemeinschaft genannt, ein. Dieses Mandat hatte er bis 1986 inne, davon zwei Jahre lang als Vizepräsident. Anschließend zog er sich aus der Politik zurück und kümmerte sich wieder vermehrt um sein Geschäft sowie um sein Ehrenamt im Verwaltungsrat der Kreditgesellschaft für Wohnungsbau AG in Malmedy, der er fast dreißig Jahre lang angehörte, davon viele Jahre als Vorstandsmitglied. Nur knapp zwei Jahre nach seinem Rückzug aus der Politik verstarb Pankert am 23. April 1988 in Eupen.
Pankert galt als ruhiger, bürgernaher und heimatverbundener Mensch. Er setzte sich in seinen beiden Amtszeiten vor allem dafür ein, dass sowohl der Neubau der französischen Primarschule sowie der Primarschule in der Unterstadt als auch einer Sport- und Schwimmhalle sowie eines Altenheims verwirklicht. Ferner brachte er erfolgreich die Gründung der „Musikakademie Eupen-Bütgenbach“, aus der später die Musikakademie der Deutschsprachigen Gemeinschaft Belgiens wurde, auf dem Weg, schloss erfolgreich die Städtepartnerschaft mit der Stadt Temse an der Schelde ab, initiierte die Schaffung einer Industriezone mit ersten Geländeankäufen und die Neugestaltung der Straße Klötzerbahn und setzte ferner durch, dass der Verwaltungsrat des St. Nikolaus-Hospitals unter städtischer Führung verblieb.
Ihm zu Ehren wurde im Jahr 1994 von dem Eupener Künstler Adolf Christmann ein Porträtgemälde angefertigt, das in der Galerie ehemaliger Bürgermeister und verdienter Bürger im Rathaussaal der Stadt Eupen aufgehängt wurde.
Reiner Pankert war verheiratet mit der Arzttochter Hedelinde Schetter, mit der er sieben Kinder bekam. Der Geiger und Komponist Paul Pankert ist sein Neffe.